# Sasseville
Pour les articles homonymes, voir Sasseville (homonymie).
Sasseville est une commune française située dans le département de la Seine-Maritime en région Normandie.

## Géographie
|               | Ocqueville |                         |
| Cany-Barville | Sasseville | Drosay                  |
|               | Bosville   | Saint-Vaast-Dieppedalle |

### Hydrographie
La commune est située dans le bassin Seine-Normandie. Elle n'est drainée par aucun cours d'eau,.

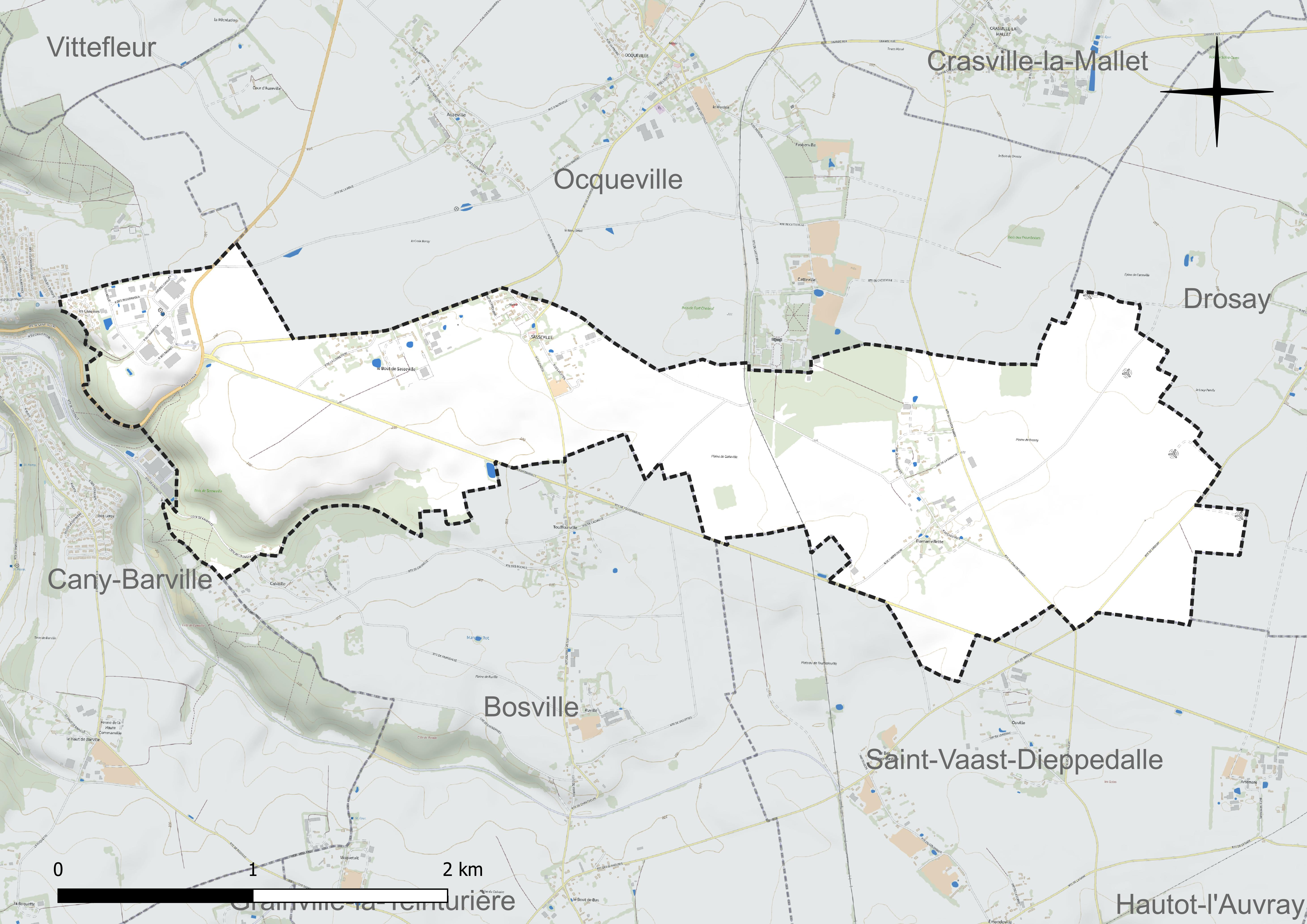
Réseau hydrographique de Sasseville.

### Climat
Pour des articles plus généraux, voir Climat de la Normandie et Climat de la Seine-Maritime.
En 2010, le climat de la commune est de type climat océanique franc, selon une étude du CNRS s'appuyant sur une série de données couvrant la période 1971-2000. En 2020, Météo-France publie une typologie des climats de la France métropolitaine dans laquelle la commune est exposée à un climat océanique et est dans la région climatique Côtes de la Manche orientale, caractérisée par un faible ensoleillement (1 550 h/an) ; forte humidité de l’air (plus de 20 h/jour avec humidité relative > 80 % en hiver), vents forts fréquents. Parallèlement le GIEC normand, un groupe régional d’experts sur le climat, différencie quant à lui, dans une étude de 2020, trois grands types de climats pour la région Normandie, nuancés à une échelle plus fine par les facteurs géographiques locaux. La commune est, selon ce zonage, exposée à un « climat maritime », correspondant au Pays de Caux, frais, humide et pluvieux, légèrement plus frais que dans le Cotentin.
Pour la période 1971-2000, la température annuelle moyenne est de 10,3 °C, avec une amplitude thermique annuelle de 12,9 °C. Le cumul annuel moyen de précipitations est de 920 mm, avec 13,4 jours de précipitations en janvier et 8,9 jours en juillet. Pour la période 1991-2020, la température moyenne annuelle observée sur la station météorologique la plus proche, située sur la commune d'Ectot-lès-Baons à 19 km à vol d'oiseau, est de 10,8 °C et le cumul annuel moyen de précipitations est de 905,5 mm,. Pour l'avenir, les paramètres climatiques de la commune estimés pour 2050 selon différents scénarios d’émission de gaz à effet de serre sont consultables sur un site dédié publié par Météo-France en novembre 2022.

## Urbanisme

### Typologie
Au 1er janvier 2024, Sasseville est catégorisée commune rurale à habitat dispersé, selon la nouvelle grille communale de densité à sept niveaux définie par l'Insee en 2022.
Elle est située hors unité urbaine. Par ailleurs la commune fait partie de l'aire d'attraction de Cany-Barville, dont elle est une commune de la couronne,. Cette aire, qui regroupe 6 communes, est catégorisée dans les aires de moins de 50 000 habitants,.

### Occupation des sols
L'occupation des sols de la commune, telle qu'elle ressort de la base de données européenne d’occupation biophysique des sols Corine Land Cover (CLC), est marquée par l'importance des territoires agricoles (86 % en 2018), en diminution par rapport à 1990 (90,9 %). La répartition détaillée en 2018 est la suivante : 
terres arables (75,2 %), prairies (10,8 %), forêts (7,3 %), zones urbanisées (4,9 %), espaces verts artificialisés, non agricoles (1,8 %). L'évolution de l’occupation des sols de la commune et de ses infrastructures peut être observée sur les différentes représentations cartographiques du territoire : la carte de Cassini (XVIIIe siècle), la carte d'état-major (1820-1866) et les cartes ou photos aériennes de l'IGN pour la période actuelle (1950 à aujourd'hui).

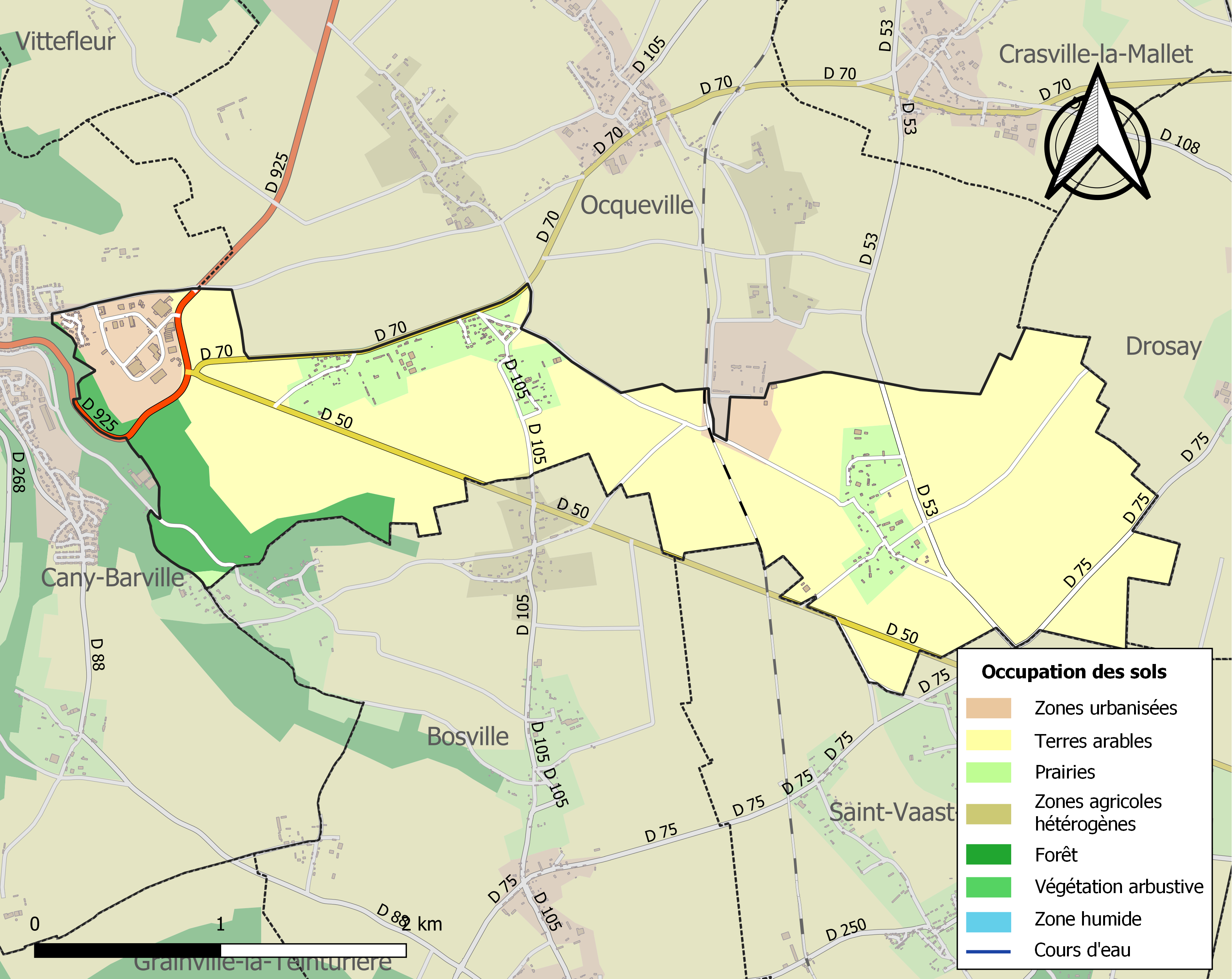
Carte des infrastructures et de l'occupation des sols de la commune en 2018 (CLC).

## Toponymie
Le nom de la localité est attesté sous les formes Sassevilla en 1180 (Stapleton, 61) ; Sassevilla en 1185 (Arch. S.-M. 19 H — Cart. prima pars 41) ; [Ecclesia de] Sassavilla vers 1240 ; [Apud] Sassevillam en 1243 (Archives de Seine-Maritime 19 H) ; Sasseville en 1319 (Archives de Seine-Maritime G 3267) ; Saussevilla en 1337 ; Sauxeville en Caux en 1383 ; [Apud] Saxevillam vers 1385 ; Sassevilla en 1469 (Archives de Seine-Maritime G 1664), Sasseville en 1715.
Il s'agit d'une formation toponymique médiévale en -ville, appellatif toponymique ayant le sens de « domaine rural ». Le nom commun d'ancien français vil(l)e avait encore ce sens avant de signifier « village », puis « ville ». Le -a final des formes anciennes est une latinisation pour inclure ces noms de lieux dans des textes rédigés en latin médiéval. Le mot ville est effectivement issu du gallo-roman VILLA, lui-même du latin villa rustica par opposition à la villa urbana (cf. français villa emprunté à l'italien).
Le premier élément Sasse- représente un anthroponyme selon le cas général. François de Beaurepaire identifie le nom de personne scandinave Saxi qui désigne soit le Saxon, soit le porteur d'une saxe (sorte d'épée courte). Ce nom prend aussi la forme Saxo en vieux norrois et Saxe en vieux danois. Il est assez répandu dans la toponymie normande, où l'on rencontre Sassetot-le-Mauconduit (à 13 km, peut-être le même personnage) ; Sassetot-le-Malgardé (Caux) ; Saussetour (Manche, Cotentin, Sauxetorp fin XIIe siècle sur vieux norois þorp « groupe de fermes, village ») ; Sauxtour (Manche, Cotentin, Sauxetourp 1292) ; Saussedalle (Caux, Saint-Vigor-d'Ymonville, Saxedale fin XIIe siècle sur vieux norois dalr « val, vallée ») ; Saussemesnil (Manche, Cotentin, Saxemaisnil vers 1125) ; Mesnil-Saulce (Calvados, Fresney-le-Vieux, Mesnil-Saxe 1228) et différents Saucemare, dont Saucemare à Saussemesnil. L'évolution en Sass- > Saus- / Sauc- dénote une attraction de l'ancien français saus « saule ».

## Histoire
Sasseville a annexé Flamanvillette en 1823.

## Politique et administration
| Période                                  | Période                    | Identité           | Étiquette | Qualité                             |
| ---------------------------------------- | -------------------------- | ------------------ | --------- | ----------------------------------- |
| Les données manquantes sont à compléter. |                            |                    |           |                                     |
| 1977                                     | 2014                       | Pierre Mius        | DVG       |                                     |
| 2014                                     | mai 2020                   | Stéphane Degrémont |           | Agriculteur-propriétaire exploitant |
| mai 2020                                 | En cours (au 10 août 2020) | Rémi Hérouart      |           | Agriculteur                         |

## Démographie
L'évolution du nombre d'habitants est connue à travers les recensements de la population effectués dans la commune depuis 1793. Pour les communes de moins de 10 000 habitants, une enquête de recensement portant sur toute la population est réalisée tous les cinq ans, les populations de référence des années intermédiaires étant quant à elles estimées par interpolation ou extrapolation. Pour la commune, le premier recensement exhaustif entrant dans le cadre du nouveau dispositif a été réalisé en 2007.

En 2022, la commune comptait 260 habitants, en évolution de −4,41 % par rapport à 2016 (Seine-Maritime : +0,35 %, France hors Mayotte : +2,11 %).
| 1793 | 1800 | 1806 | 1821 | 1831 | 1836 | 1841 | 1846 | 1851 |
| ---- | ---- | ---- | ---- | ---- | ---- | ---- | ---- | ---- |
| 151  | 160  | 177  | 151  | 523  | 440  | 425  | 426  | 456  |

| 1856 | 1861 | 1866 | 1872 | 1876 | 1881 | 1886 | 1891 | 1896 |
| ---- | ---- | ---- | ---- | ---- | ---- | ---- | ---- | ---- |
| 405  | 361  | 327  | 328  | 327  | 317  | 313  | 311  | 290  |

| 1901 | 1906 | 1911 | 1921 | 1926 | 1931 | 1936 | 1946 | 1954 |
| ---- | ---- | ---- | ---- | ---- | ---- | ---- | ---- | ---- |
| 263  | 226  | 227  | 172  | 206  | 158  | 175  | 165  | 180  |

| 1962 | 1968 | 1975 | 1982 | 1990 | 1999 | 2006 | 2007 | 2012 |
| ---- | ---- | ---- | ---- | ---- | ---- | ---- | ---- | ---- |
| 158  | 144  | 117  | 157  | 300  | 268  | 287  | 290  | 279  |

| 2017 | 2022 | - | - | - | - | - | - | - |
| ---- | ---- | - | - | - | - | - | - | - |
| 273  | 260  | - | - | - | - | - | - | - |

## Culture locale et patrimoine

### Lieux et monuments
- Église Notre-Dame du XVIe siècle[24]
- Chapelle Notre-Dame de Flamanvillette[25],[26], édifice du XVIe siècle à l'origine,  Inscrit MH (1964).
- Croix de cimetière de Sasseville, classé comme monument historique depuis le 29 novembre 1913[27].

### Héraldique
| Armes de Sasseville | Les armes de la commune de Sasseville se blasonnent ainsi : De gueules au pal d’argent chargé de deux coquilles, d’azur en chef et de sable en pointe ; à un fléau à battre replié d’argent brochant en barre et une navette de tisserand surbrochant en bande aussi d’argent avec sa bobine de sable. Création Denis Joulain, validée par délibération municipal le 21 octobre 2015. |

## Pour approfondir